# Askold Bajanov
Pour les articles homonymes, voir Bajanov.
Askold Alekseïevitch Bajanov (en russe : Аскольд Алексеевич Бажанов), né le 21 juillet 1934 et mort le 15 octobre 2012, est un écrivain sami russe.
Bajanov est né dans la colonie same skolt Notozero dans l'oblast de Mourmansk. Il étudie à la faculté des petits peuples du Nord de la Russie de l'Université Herzen de Leningrad. Après son retour sur la péninsule de Kola, il travaille comme éleveur de rennes, plus tard dans l'industrie minière et la métallurgique de la région. Ses poèmes sont publiés dans les périodiques locaux. Son premier recueil Soleil sur la toundra parait en 1983.

## Œuvres
- 1982 : Soleil sur la toundra (Solntse nad tundroi, Солнце над тундрой), Mourmansk
- 1996 : Willkes puaz, Karasjok
- 2008 : Renne blanc (Bely olen, Белый олень), Mourmansk
- 2009 : Verses and poems on the Saami land, Berlin  (ISBN 978-3-932406-92-8)